# Revine Lago
Pour les articles homonymes, voir Lago.
Revine Lago est une commune italienne d'environ 2 300 habitants située dans la province de Trévise, dans la région Vénétie, dans le Nord-Est de l'Italie.

## Administration
| Période                                  | Période | Identité | Étiquette | Qualité |
| ---------------------------------------- | ------- | -------- | --------- | ------- |
|                                          |         |          |           |         |
| Les données manquantes sont à compléter. |         |          |           |         |

### Hameaux
Revine, Lago, Santa Maria (Sede Municipale)

### Communes limitrophes
Cison di Valmarino, Limana, Tarzo, Trichiana, Vittorio Veneto